# 茲納梅尼夫卡 (穆羅瓦尼庫里利夫齊區)
48°52′1″N 27°29′0″E / 48.86694°N 27.48333°E
茲納梅尼夫卡（烏克蘭語：Знаменівка），是烏克蘭的村落，位於該國西南部文尼察州，由莫希利夫-波季利斯基區負責管轄，始建於1964年，面積0.93平方公里，海拔高度261米，2001年人口394，人口密度每平方公里425.03人。